# Emplocia plumosa
Emplocia plumosa är en fjärilsart som beskrevs av Max Joseph Bastelberger 1908. Emplocia plumosa ingår i släktet Emplocia och familjen mätare. Inga underarter finns listade i Catalogue of Life.